# Bias din Priene
Bias din Priene (n. 600 î.Hr., Priene, Provincia Aydın, Turcia – d. 530 î.Hr., Priene, Provincia Aydın, Turcia) a fost un filosof grec, unul din Cei Șapte Înțelepți ai Greciei Antice.